# Liste der Bürgermeister von Altena (Noord-Brabant)
Dies ist die Liste der Bürgermeister der Gemeinde Altena in der niederländischen Provinz Nordbrabant seit ihrer Gründung am 1. Januar 2019.
| Bürgermeister      | Bürgermeister      | Partei | Partei | Amtszeit | Anmerkungen   |
| ------------------ | ------------------ | ------ | ------ | -------- | ------------- |
|                    | Marcel Fränzel     |        | D66    | 2019     | kommissarisch |
| Egbert Lichtenberg | Egbert Lichtenberg |        | CDA    | 2019–    | [ 2 ]         |